# Línea 25 (autobuses urbanos de Granada)
La línea 25 fue una línea regular de autobús urbano de la ciudad española de Granada. Fue operada por la empresa Transportes Rober.
Realizaba un recorrido circular que unía el barrio de la Juventud con el Hospital Universitario San Cecilio. Tenía una frecuencia media de 30 minutos.
En la actualidad, esta línea ya no forma parte de la red de autobuses urbanos de Granada, ya que fue fusionada junto con la línea N8 para dar lugar a la actual línea 7.

## Recorrido
Fue una de las pocas líneas que no conectaban con el centro de la ciudad. Fue instaurada en los años 2000 para dar servicio a las nuevas construcciones del barrio de la Juventud. Fuera del barrio recorría una parte del Camino de Ronda para alcanzar el Hospital Universitario San Cecilio, desde donde regresaba.
Tenía la menor ocupación de entre todas las líneas de autobús de la ciudad.